# La Mouche
La Mouche ist eine französische Gemeinde mit 246 Einwohnern (Stand: 1. Januar 2022) im Département Manche in der Region Normandie. Sie gehört zum Arrondissement Avranches und zum Kanton Bréhal. 
Nachbargemeinden sind La Lucerne-d’Outremer im Nordwesten, Le Tanu im Nordosten, Le Luot im Südosten, Subligny im Süden und Les Chambres im Südwesten.

## Bevölkerungsentwicklung
| Jahr      | 1962 | 1968 | 1975 | 1982 | 1990 | 1999 | 2008 | 2018 |
| --------- | ---- | ---- | ---- | ---- | ---- | ---- | ---- | ---- |
| Einwohner | 205  | 201  | 192  | 153  | 135  | 148  | 184  | 241  |

## Sehenswürdigkeiten

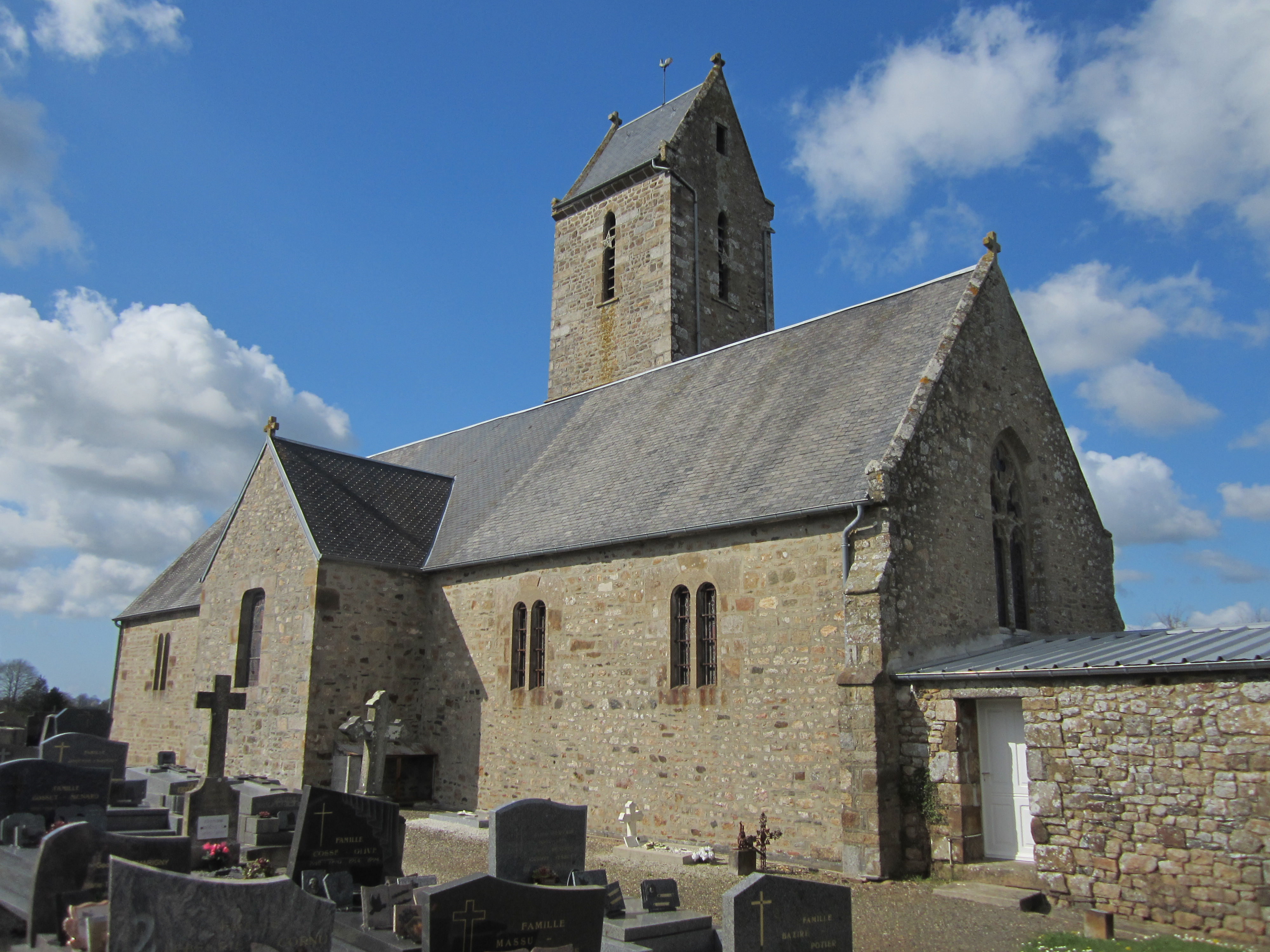
Kirche Saint-Martin
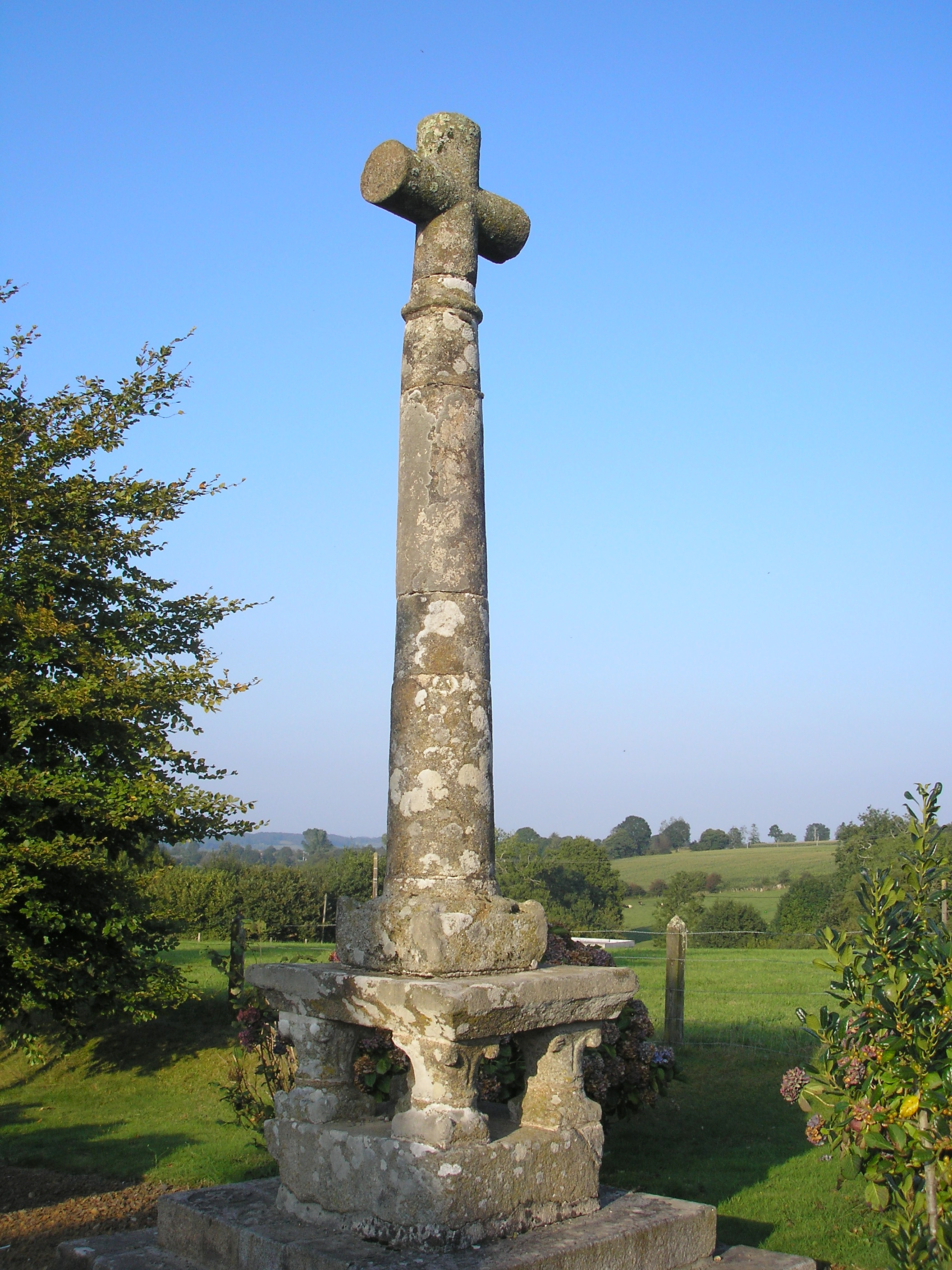
Flurkreuz

- Kirche Saint-Martin
- Flurkreuz